# Hausberg (Bad Lauterberg)

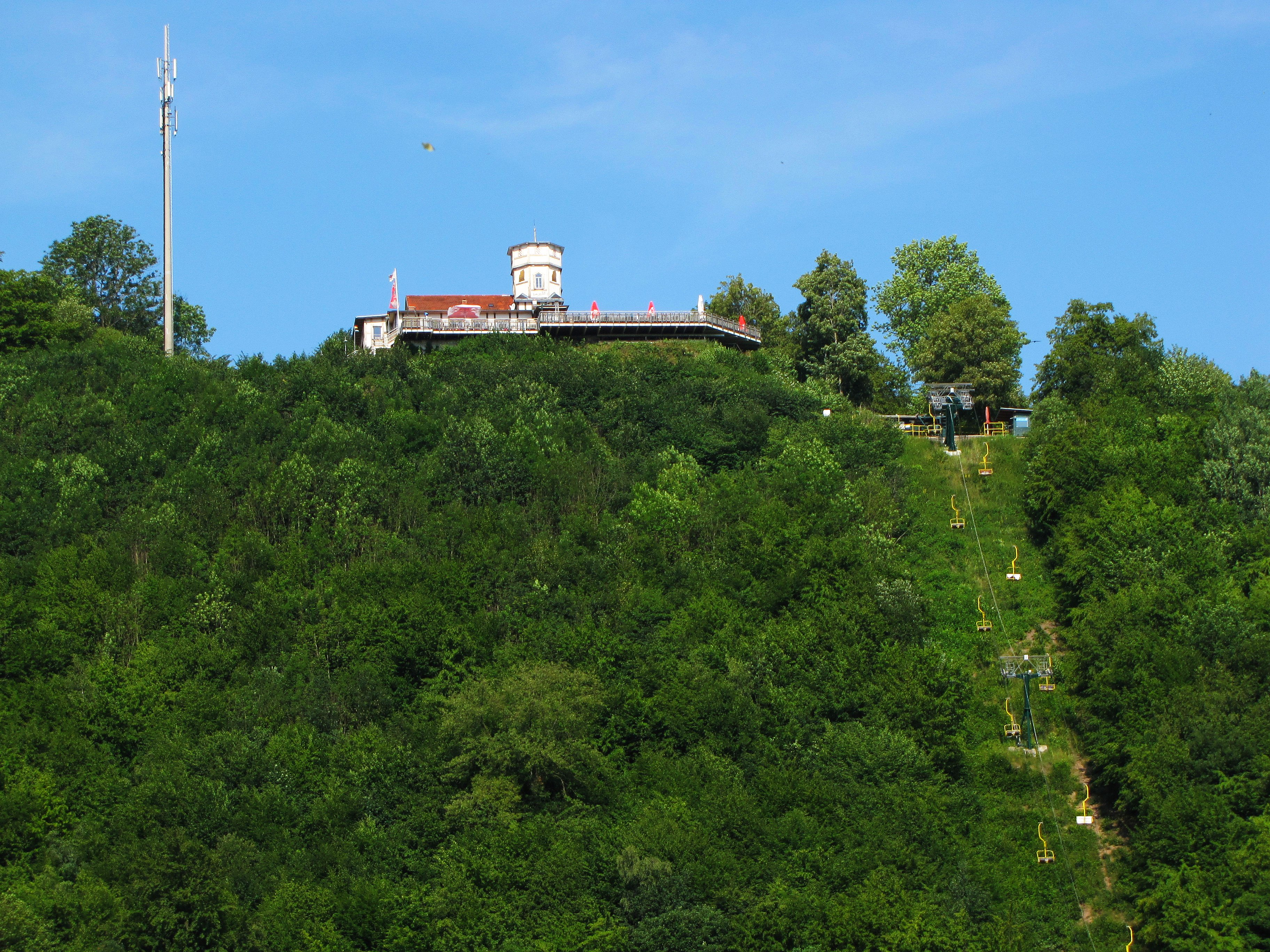
Der Hausberg mit Burgseilbahn Bad Lauterberg (von Südwesten betrachtet)

Der Hausberg im Mittelgebirge Harz ist ein etwa 420 m ü. NHN hoher Berg im Stadtgebiet von Bad Lauterberg im Landkreis Göttingen (Niedersachsen).

## Geographie

### Lage
Der Hausberg befindet sich im Südharz im Naturpark Harz. Der bewaldete Berg erhebt sich direkt nördlich der Kernstadt von Bad Lauterberg, zwischen der Oder im Südosten und deren Zufluss Lutter im Westen.
Auf dem Berg liegen Teile des Landschaftsschutzgebiets Harz (Landkreis Göttingen) (CDDA-Nr. 321403; 2000 ausgewiesen; 300,20 km² groß).

### Naturräumliche Zuordnung
Der Hausberg gehört in der naturräumlichen Haupteinheit Mittelharz und in der Untereinheit Südlicher Mittelharz zum Naturraum Oderbergland (380.81). Seine Südflanke fällt im Südwestlichen Harzvorland in den Naturraum Schotterfluren der Rhume, Oder und Sieber (376.23) ab.

## Burg Lutterberg
Auf dem Hausberg stand die 1183 errichtete Burg Lutterberg (auch Burg Lauterberg genannt), die 1415 zerstört und nicht wieder aufgebaut wurde. Vorhanden sind noch geringe Reste der Ringmauer.

## Burgseilbahn und Berggaststätte
Auf den Hausberg führt seit 1954 die Burgseilbahn Bad Lauterberg, die in der Stadtmitte von Bad Lauterberg beginnt. Sie überwindet bei 63 % maximaler Steigung, womit sie zu den steilsten Doppelsesselbahnen Deutschlands gehört, etwa 110 m Höhenunterschied. Auf dem Berg steht die Berggaststätte Hausberg mit Hochzeitsturm und nebenan ein Sendemast.

## Aussichtsmöglichkeit und Wandern
Der Hausberggipfel ist, abgesehen von einer Fahrt mit der Burgseilbahn, nur auf Wald- und Wanderwegen zu erreichen. Von dort bietet sich insbesondere die Aussicht hinab auf Bad Lauterberg und auf benachbarte Harzberge.

## Galerie

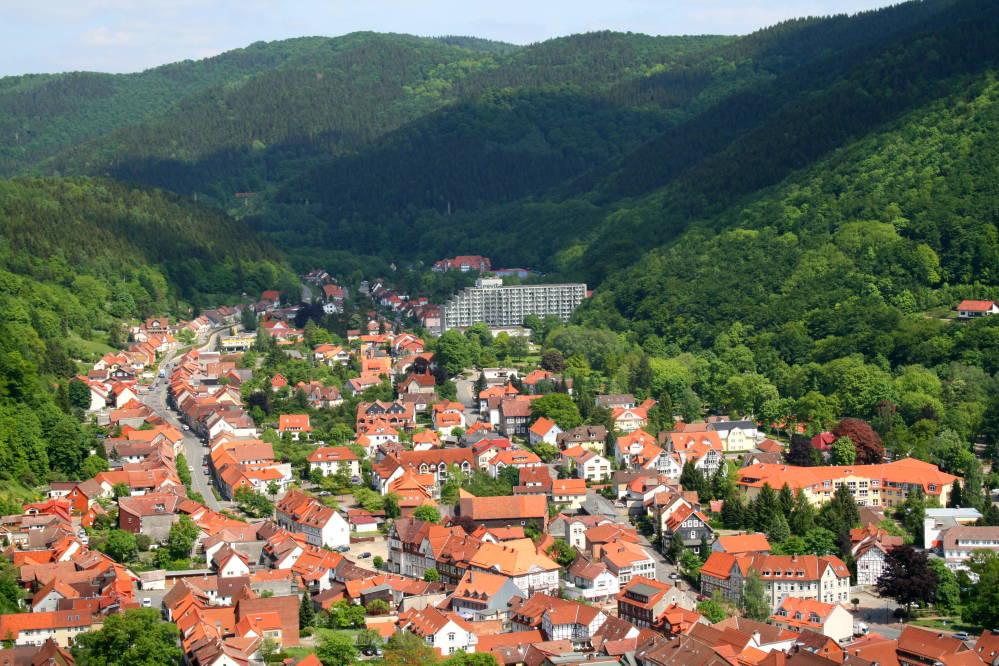
Blick auf den Ostteil Bad Lauterbergs vom Hausberg
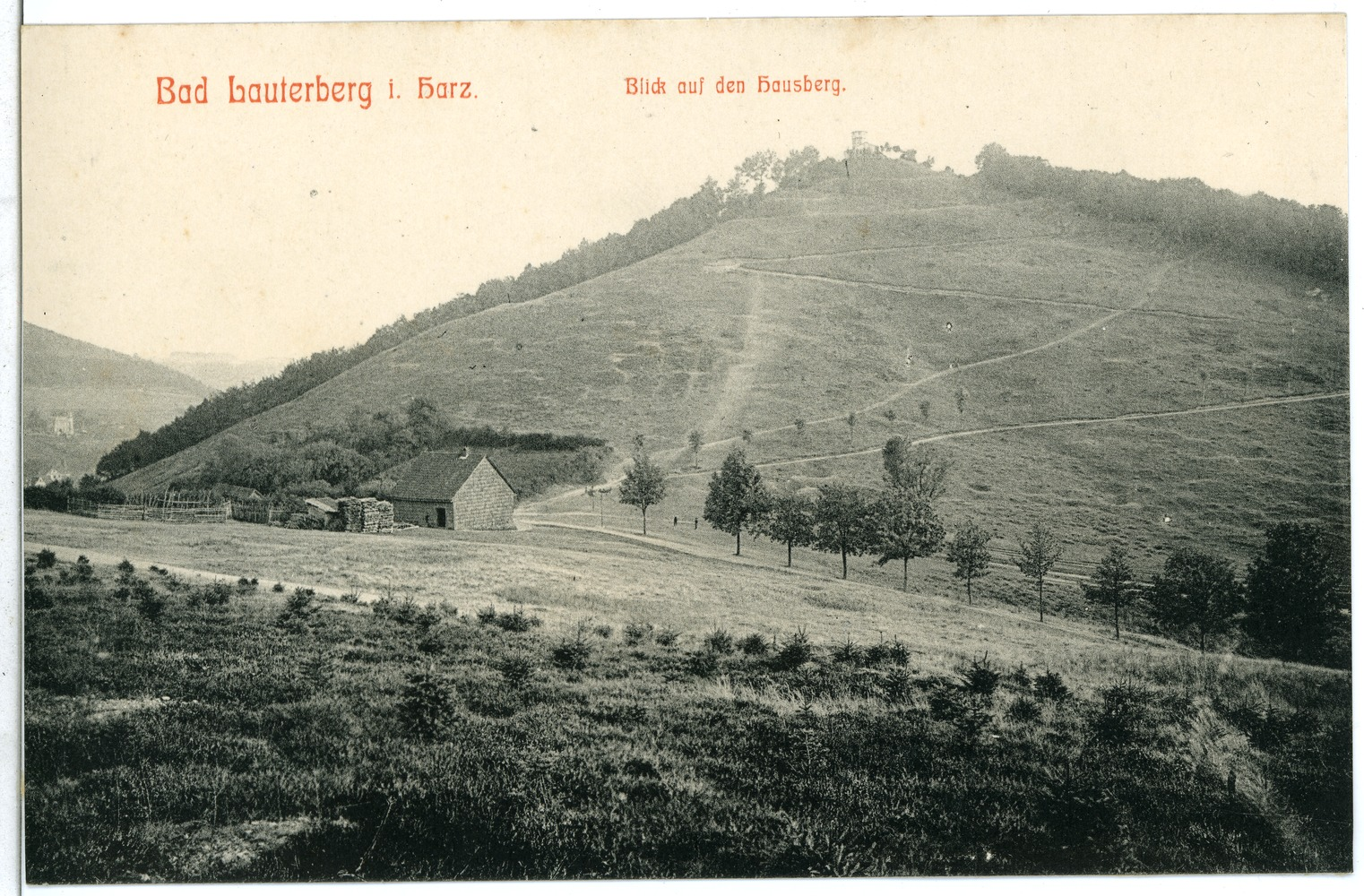
Blick auf den Hausberg (1907)